# Ikono
Ikono è una delle trentuno aree a governo locale (local government areas) in cui è suddiviso lo Stato di Akwa Ibom, nella Repubblica Federale della Nigeria.
Conta una popolazione di 131.904 abitanti.